# Denis Hordouan
Denis Hordouan (n. 19 ianuarie 1999, Cluj-Napoca, România) este un jucător de fotbal român, care evoluează la clubul Minerul Ocna Dej[*] pe postul de mijlocaș.